# Saint-Mard, Meurthe-et-Moselle
Saint-Mard là một xã của tỉnh Meurthe-et-Moselle, thuộc vùng Grand Est, đông bắc nước Pháp.